# Jonas Johansson Dryander
Jonas Johansson Dryander, född omkring 1670, död 1707 i Frankrike, var en svensk diplomat. Han var sonson till Jonas Erici Dryander.
Jonas Dryander var son till kyrkoherden i Alsheda Johannes Jonae Dryander. Han blev student vid Uppsala universitet 1686 och filosofie magister där 1692. Han skall enligt vissa uppgifter därefter även studerat utomlands. Från 1698 fungerade han som föreläsare i Uppsala. Han sökte 1703 professorstjänsten i logik vid universitetet, men erhöll den inte. Istället utsågs han 1706 till kommissionssekreterare i Paris. Han hade där stora planer på avancemang inom diplomatkåren, men avled kort därefter. Dryander är främst känd för sitt arbete om Karl XII, Kort uttåg af kong Carl then XII:tes historia ursprungligen författat på franska men översatt till svenska av U. Å Block 1709. Dryander innehade ett ansenligt bibliotek, som han senare sålde till Josias Cederhielm.